# Shōgo Rikiyasu
Shōgo Rikiyasu (japanisch 力安 祥伍 Rikiyasu Shōgo; * 22. August 1998 in der Präfektur Hiroshima) ist ein japanischer Fußballspieler.

## Karriere
Shōgo Rikiyasu erlernte das Fußballspielen in der Jugendmannschaft des Erstligisten Sanfrecce Hiroshima sowie in der Universitätsmannschaft der Meiji-Universität. Seinen ersten Profivertrag unterschrieb er im Februar 2021 bei Zweigen Kanazawa. Der Verein aus Kanazawa, einer Großstadt in der Präfektur Ishikawa auf Honshū, der Hauptinsel von Japan, spielte in der zweiten japanischen Liga, der J2 League. Sein Zweitligadebüt gab Shōgo Rikiyasu am 7. März 2021 im Auswärtsspiel gegen Fagiano Okayama. Hier wurde er in der 89. Minute für Shion Niwa eingewechselt. Am Ende der Saison 2023 belegte er mit Zweigen den letzten Tabellenplatz und musste somit den Weg in die dritte Liga antreten.